# 虎尾德興宮
虎尾德興宮位於臺灣雲林縣虎尾鎮，又稱王爺公廟，在地人稱「王爺公、大崙腳王爺」。據傳是大陸商人賴金章、羅安吉二人渡海來臺經商，隨身攜帶池府千歲香火，由於屢出現神蹟，居民感其神力，而雕刻金身，創建於清乾隆三十年（即1765年），建廟迄今，已經有三百多年之久，是虎尾鎮市區民眾的信仰中心，該廟所轄的範圍，涵蓋虎尾鎮、土庫鎮、斗南鎮等「三鎮」、「五股」、「五十三庄」，每年農曆六月十八日當天，舉行神明誕辰祭典時，都會有民間技藝陣頭遶境祈安大遊行，為廟會活動增壯聲勢，且十分熱鬧的盛況。

## 文化資產
- 嚴禁奸保蠹差藉屍圖詐碑記

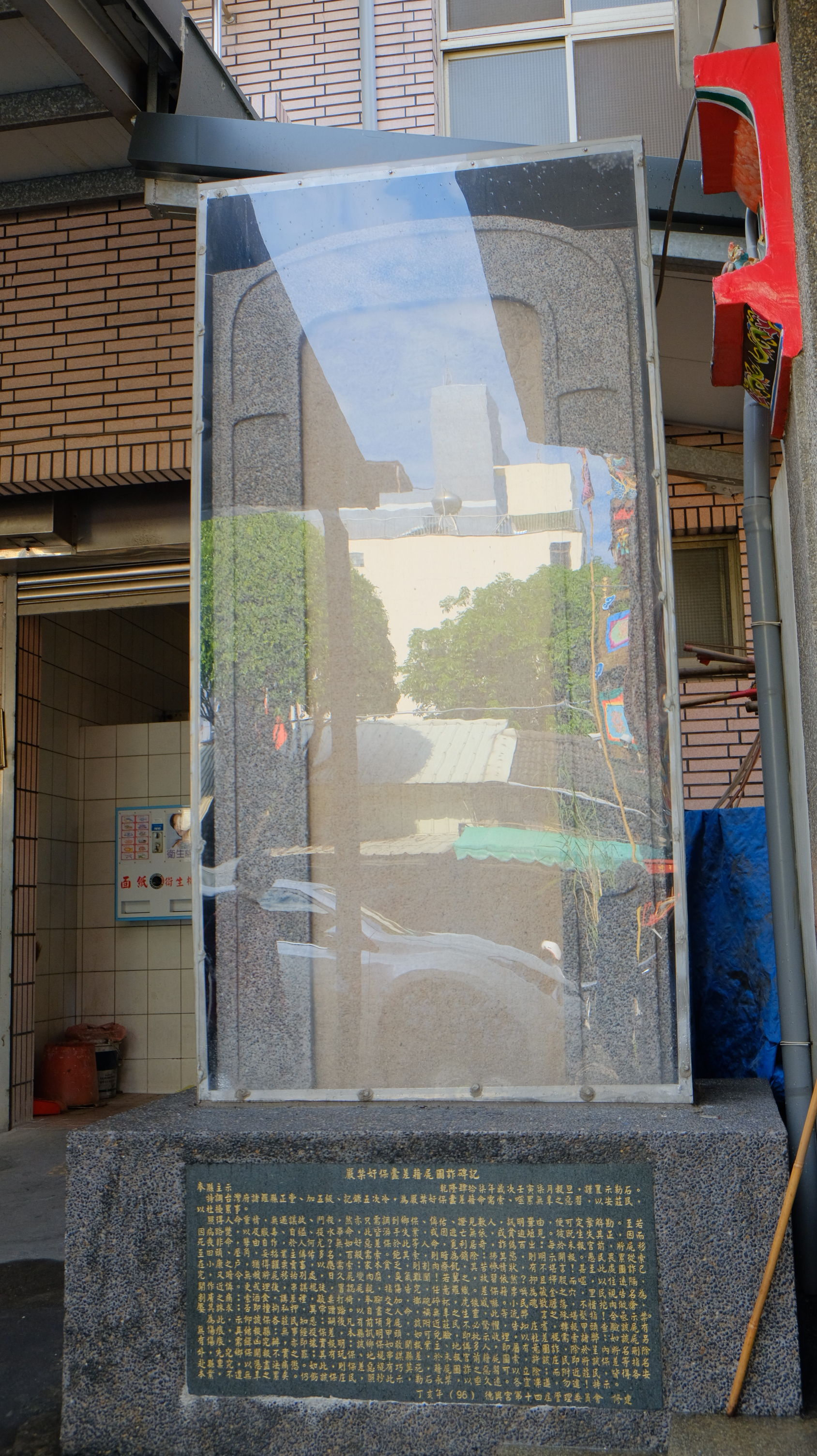
嚴禁奸保蠹差藉屍圖詐碑記

立於乾隆四十七年(1782年)七月，係諸羅縣知縣冷震金給立告示，嚴禁奸惡差保串謀地棍藉屍需索。類似的碑記散見於臺南市大南門碑林之「嚴禁棍徒藉屍嚇騙差查勒索碑記」、臺南市歸仁武東里武當山廟「嚴禁藉屍嚇詐示告碑記」、臺南市仁德太子里明直宮「嚴禁藉屍嚇詐等事示告碑記」、臺南市關廟山西里山西宮「藉屍嚇詐等事示禁碑記」、屏東市慈鳳宮「嚴禁玩保蠹差藉屍嚇詐碑記」、嘉義市盧厝大福興宮「嚴禁地棍移屍訛詐藉命羅織碑記」與臺中市東勢巧聖仙師廟「嚴禁藉屍索詐誣控碑記」。

## 祀神
正殿：池府千歲、虎爺公、中壇元帥
配祀：城隍爺、七爺、八爺、南世魂將軍、雷萬春將軍、註生娘娘、馬僮軍、馬爺公、太歲星君
三官殿：三官大帝
地藏王殿：地藏王菩薩、目蓮尊者、福德正神

## 祭典
農曆六月十七舉辦大崙腳王爺聖誕祈福遶境
農曆六月十八池府千歲聖誕千秋
農曆七月虎尾中元文化祭德興區普渡，一個月裡都有舞台車、布袋戲、電影等演出
農曆七月初一、十五、月底皆會封街普渡